# マグダレーナ (小惑星)
マグダレーナ (318 Magdalena) は、小惑星帯にある大きな小惑星である。
1891年9月24日にオーギュスト・シャルロワがニースで発見した。
2005年4月15日に、オーストラリアでマグダレーナによるたて座の10.5等星の掩蔽が観測された。